# 本田弘人
本田 弘人（ほんだ ひろと、1898年2月17日 - 1978年4月10日）は、日本の教育者。官僚。

## 経歴
1898年、熊本県に生まれる。1916年、第五高等学校一部甲類に進学、1922年、東京帝国大学法学部卒業後、京都帝国大学文学部哲学科に入学。1925年に大学院に進学、同時に龍谷大学講師となった。1926年、福岡県女子専門学校教授、1928年に旧制静岡高等学校教授に就任。1936年に文部書記官、専門学務局学芸課長を務めた後、1945年7月、京都帝国大学事務監に転出。1949年に日本学術振興会事務局長となる。
1964年から1965年に熊本大学学長、文化財保護審議会委員、日本学術会議理事などを経て、1974年から1978年3月まで中九州短期大学の初代学長を務める。1978年4月10日、心不全のため東京慈恵会医科大学附属第三病院にて死去。80歳。